# Dariusz Szwed
Dariusz Jacek Szwed (ur. 25 kwietnia 1967 w Krakowie) – polski polityk, działacz społeczny, ekonomista, jeden z założycieli i w latach 2004–2011 jeden z dwojga przewodniczących partii Zieloni 2004.

## Życiorys

### Wykształcenie
Ukończył II Liceum Ogólnokształcące im. Króla Jana III Sobieskiego w Krakowie, następnie międzynarodowe stosunki gospodarcze na Akademii Ekonomicznej w Krakowie oraz studia podyplomowe z zakresu ekonomicznych podstaw polityki ekologicznej na Uniwersytecie Warszawskim.

### Działalność zawodowa i społeczna
Na początku lat 90. zaangażował się w działalność Federacji Zielonych oraz innych organizacji pozarządowych, m.in. prowadził Fundację Wspierania Inicjatyw Ekologicznych (w latach 1991–1993 jako jej dyrektor). Między 1996 a 1997 koordynował europejską kampanię „Menu na następne Tysiąclecie”, promującą zrównoważony rozwój obszarów wiejskich, tzw. sprawiedliwy handel i rolnictwo ekologiczne. W latach 2000–2002 był ekspertem Ministerstwa Środowiska w zakresie dostępu do informacji i udziału społeczeństwa w podejmowaniu decyzji w związku z ratyfikacją przez Polskę konwencji z Aarhus. Zajmuje się działalnością konsultingową w zakresie zrównoważonego rozwoju i sektora pozarządowego, współpracując m.in. z Bankiem Światowym, Centrum Prawa Ekologicznego, Greenpeace International, Instytutem na rzecz Ekorozwoju, Milieukontakt Oost-Europa, Northern Alliance for Environment and Development, Organizacją Współpracy Gospodarczej i Rozwoju, Regional Environmental Center, Międzynarodową Unią Ochrony Przyrody (IUCN), WWF i innymi. Pełnił funkcję doradcy grupy Zielonych i Wolnego Sojuszu Europejskiego w Parlamencie Europejskim, jest także współpracownikiem Europejskiej Partii Zielonych, jednym z fundatorów i przewodniczącym rady programowej Zielonego Instytutu. Należy także do Europejskiego Stowarzyszenia Ekonomistów Środowiska i Zasobów Naturalnych. Do 2007 był stałym gościem audycji Cezarego Łasiczki Ekologia Polityczna w Tok FM.

### Działalność polityczna
Był jednym z założycieli partii Zieloni 2004 (przemianowaną później w Partię Zieloni). Od 2004 do 2011 pełnił funkcję jednego z dwojga przewodniczących tego ugrupowania – kolejno obok Magdaleny Mosiewicz, Agnieszki Grzybek i Małgorzaty Tkacz-Janik. Został koordynatorem prowadzonych przez to ugrupowanie kampanii „Zielona gospodarka” i „Zielona Europa”.
W wyborach parlamentarnych w 2005 bez powodzenia kandydował z listy Socjaldemokracji Polskiej (w ramach podpisanego przez to ugrupowanie i jego partię porozumienia) do Sejmu w okręgu olsztyńskim. W 2009 był jednym ze współtwórców Porozumienia dla Przyszłości, koalicji skupiającej SDPL, Partię Demokratyczną i Zielonych 2004. Z ramienia tego komitetu startował również bezskutecznie w wyborach do Parlamentu Europejskiego w okręgu nr 1 (obejmującym województwo pomorskie). Uzyskał 1758 głosów, a prowadzona przez niego lista PdP w tym okręgu otrzymała poniżej 1% głosów. Bez powodzenia kandydował również w wyborach w 2011 z listy Sojuszu Lewicy Demokratycznej (w ramach porozumienia Zielonych z Sojuszem). 6 października 2013 zrezygnował z członkostwa w Zielonych.
Był doradcą prezydenta Słupska Roberta Biedronia do spraw zagranicznych. Zasiadał w radzie programowej Instytutu Lecha Wałęsy.

### Poglądy polityczne i społeczne
Deklaruje się jako zwolennik rozwoju odnawialnych źródeł energii oraz ochrony konsumentów przed monopolami. Określa się jako przeciwnik budowy elektrowni jądrowych, w połowie lat 90. współorganizował protesty przeciwko przeprowadzaniu prób nuklearnych m.in. w atolu Mururoa na Pacyfiku. Określa się jako zwolennik równouprawnienia, w szczególności polityki równych szans kobiet i mężczyzn oraz obrony praw mniejszości, a także jako feminista. Uczestniczy w tzw. Manifach, w 2010 brał udział w Kongresu Kobiet Polskich, podczas którego m.in. współorganizował panel poświęcony kobietom i zrównoważonemu rozwojowi. Współpracuje m.in. z Centrum Praw Kobiet na rzecz eliminacji przemocy, w szczególności wobec kobiet. Angażuje się także w działania ruchu antywojennego i alterglobalistycznego. W 2007 współorganizował akcje w obronie Doliny Rospudy, był m.in. autorem listu otwartego do premiera Jarosława Kaczyńskiego, w którym przedstawił argumenty za budową trasy Via Baltica z ominięciem bagien Rospudy.

## Publikacje
Jest autorem, współautorem i redaktorem książek oraz publikacji z dziedziny zrównoważonego rozwoju.
Wybrane publikacje:
- Agriculture at a Crossroads. Volume IV: North America and Europe. International Assessment of Agricultural Knowledge, Science, and Technology, Island Press, Waszyngton D.C. 2008, ISBN 978-1-59726-548-5
- Dostęp do informacji o środowisku, Ministerstwo Środowiska, Warszawa 2002, ISBN 83-85787-34-8
- Energia jądrowa – Mit i rzeczywistość (redaktor polskiego wydania), Fundacja im. Heinricha Bölla, Warszawa 2006, ISBN 83-85787-45-3
- Food safety in European Union's agricultural and consumer policies in the New Member States, IUCN – Office for Central Europe, Warszawa 2005
- Green Identity in a Changing Europe, Fundacja im. Heinricha Bölla, Bruksela 2008
- Jak ubiegać się o udostępnienie informacji o środowisku? Przewodnik dla organizacji pozarządowych, Polska Zielona Sieć, Warszawa 2002, ISBN 83-915390-1-6
- Model współpracy pomiędzy Ministerstwem Ochrony Środowiska, Zasobów Naturalnych i Leśnictwa a pozarządowymi organizacjami ekologicznymi (współautor), Towarzystwo Naukowe Prawa Ochrony Środowiska, Wrocław 1997
- Polski odcień zieleni. Zielone idee i siły polityczne w Polsce, Fundacja im. Heinricha Bölla, Warszawa grudzień 2008, ISBN 978-83-61340-00-3
- Udział społeczeństwa w postępowaniu w sprawie oceny oddziaływania na środowisko, Ministerstwo Środowiska, Warszawa 2002, ISBN 83-85787-35-6
- Zalecane kierunki zmian wzorców konsumpcji i modeli produkcji sprzyjające strategii trwałego, zrównoważonego rozwoju, Ministerstwo Gospodarki, Warszawa 2000
- Zielone Miasto Nowej Generacji (współautor), Europejska Partia Zielonych, Bruksela 2007, ISBN 978-83-87605-91-9
- Zielony Nowy Ład w Polsce (redaktor), Green European Foundation/Zielony Instytut/Fundacja im. Heinricha Bölla, Bruksela 2010
- Zrównoważony Rozwój Metropolii Silesia (współautor), Fundacja Przestrzenie Dialogu, Gdańsk 2010, ISBN 978-83-930412-0-6